# Вильгельм (кронпринц Прусский)
Фридрих Вильгельм Виктор Август Эрнст Прусский (Вильгельм III) (нем. Friedrich Wilhelm Victor August Ernst von Preußen; 6 мая 1882[…], Потсдам, Пруссия — 20 июля 1951[…], Хехинген) — кронпринц Германский и Прусский. Старший сын германского императора Вильгельма II и его супруги императрицы Августы Виктории.
Последний наследник императорского трона в Германии родился 6 мая 1882 года в Мраморном дворце Потсдама в семье принца Вильгельма (1859—1941), будущего последнего императора Германии Вильгельма II из династии Гогенцоллернов. После смерти деда, императора Фридриха III, в возрасте шести лет стал кронпринцем Германской империи, сохранив за собой этот титул более 30 лет, до падения империи 9 ноября 1918 года.

## Воспитание и образование

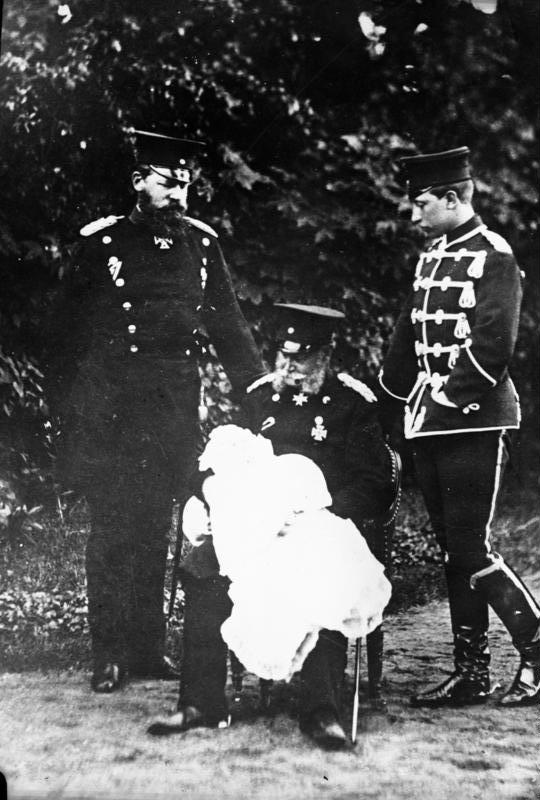
Кайзер Вильгельм I с сыном, внуком, и правнуком — кронпринцем Вильгельмом

Кронпринц Вильгельм обучался в Плёне. В возрасте 10 лет в 1892 году записан был в прусскую гвардию. Позднее, выдержав офицерский экзамен, в 1900 году 18-летний кронпринц был произведен в старшие лейтенанты 1-го гвардейского пехотного полка. В 1901-03 годах кронпринц учился в Боннском университете. В 1906—1908 годах и с 1913 года служил в Большом генштабе Германской империи. С октября 1908 года кронпринц являлся командиром 1-го батальона 1-го гвардейского пехотного полка; а с 1911 года — командиром 1-го лейб-гусарского полка в Данциге.

## В годы Первой мировой войны
Во время Июльского кризиса 1914 года, предшествовавшего началу Первой мировой войны 1914—1918 гг., кронпринц был противником внешнеполитического курса канцлера Теобальда Бетман-Гольвега (1856—1921).

### На Западном фронте
При мобилизации, 2 августа 1914 года Вильгельм был назначен командующим 5-й армией (около 230 тысяч человек и 698 орудий), развертывавшейся в районе Бетенбург-Диденгофен-Мец-Лебах-Саарбрюккен. В состав армии входили V (генерал Г. Штранц), XIII (генерал М. Фабек), XVI (генерал Б. Мудра) АК, V (генерал пехоты фон Гюндель) и VI (генерал пехоты Карл фон Госслер) резервные корпуса, 13-я, 43-я, 45-я, 53-я и 9-я (баварская) ландверные бригады. В полосе армии действовал IV кавалерийский корпус генерал-лейтенанта барона фон Холлена (3-я и 6-я кавалерийские дивизии; около 8,5 тысяч человек и 24 орудия). На пост командующего назначен в целях дезинформации — ввести в заблуждение французское командование о месте главного удара. Войскам же кронпринца Вильгельма предназначалась вспомогательная роль.
К 20 августа армия вышла на линию Эталь-Лонгви-Афсвейлер. Во время Пограничного сражения не получил определённых оперативных указаний и должен был действовать по обстановке.
22 августа 1914 года в районе Лон’ви вступил в бой с 3-й французской армией, к 25 августа разбил её и вышел на линию Монмеди и южнее.
26 августа, вследствие усталости войск, приостановил наступление.
27 августа получил директиву наступать на линию Шалон-сюр-Марн — Витри-ле-Франсуа с задачей окружить крепость Верден.
Во время сражения на Марне получил задачу вместе с 3-й и 4-й армиями продолжать наступление в южном и юго-восточном направлениях и вместе с 6-й армией окружить французские войска южнее крепости Верден. Вел бои без достаточно ощутимых результатов. После отхода 1-й, 2-й и 3-й армий 11 сентября армия кронпринца Вильгельма также отведена в северном направлении.

### Командующий армиями
В ходе наступления союзников в Шампани (сентябрь-октябрь 1915) на позиции армии кронпринца Вильгельма наступала 3-я французская армия, однако французы натолкнулись на сильное сопротивление и были вынуждены приостановить наступление. Однако кронпринц Вильгельм не предпринял попыток контратаки, так как по оперативному плану он должен был начать наступление лишь после выхода 2-й и 4-й армий к Эне.
С 1 августа 1915 года командующий группой армий «Кронпринц Вильгельм», находившейся в центре германского Западного фронта. Фактически руководство операциями сосредоточилось в руках его начальника штаба генерала Фридриха фон дер Шуленбурга.
22 августа 1915 года награждён орденом Pour le Merite.
На посту командующего армией кронпринц Вильгельм оставался до 25 ноября 1916 года.

### Осада Вердена

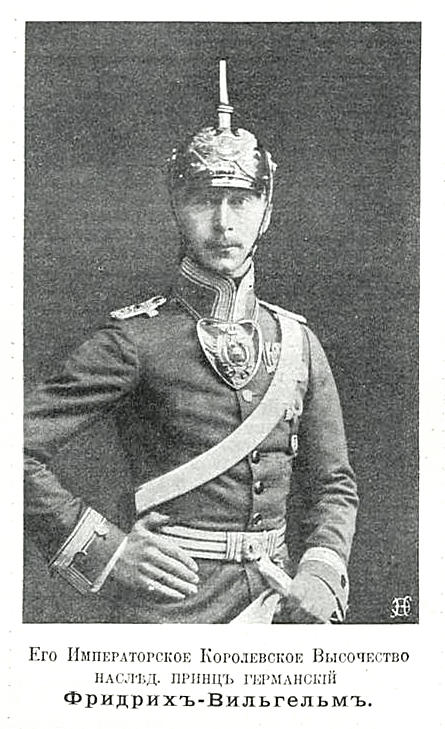
Фото из «ВЭС»

В 1916 году на армию кронпринца Вильгельма возложено ведение Верденской операции (21 февраля — 18 декабря). Перед началом операции армия усилена свежими корпусами и артиллерией.
Кронпринц Вильгельм и его штаб выдвинули план прорыва обороны на правом и левом берегах Мааса, однако генерал Фалькенгайн его отклонил. Для проведения прорыва на участке Коневуа-Орн ударная группа (VII резервный корпус, III и XVIII АК) развернута от Мааса до Гремили. XV АК наносил вспомогательный удар, VI резервный корпус прикрывал правый фланг. На завершающем этапе к операции привлекалась группа Генриха фон Штранца (усиленная резервным корпусом). Для удара по Вердену сосредоточено было 1204 орудия (в том числе 654 тяжелых и 29 сверхтяжелых) и 202 миномета (в том числе 32 тяжелых).
Для первого удара выделено было 9 новых отдохнувших и хорошо подготовленных дивизий.
21 февраля 1916 года с 8 час. 12 мин. до 9 час. прошла артиллерийская подготовка, в 16 час. 45 мин. в атаку пошла пехота. За первые два дня операции германские войска добились незначительных успехов: VII резервный корпус занял населенные пункты Омон и Самонье, III АК — лес Эрбэбуа. 25 февраля 1916 года взят форт Дуомон, а 27 февраля — Веврейская долина.
В конце февраля — начале марта 1916 года французскому командованию удалось резко (почти в 2 раза) увеличить число своих сил в районе наступления, главным образом с помощью автотранспортных перевозок. С 5 марта кронпринц Вильгельм перенес фронт атаки на левый берег Мааса, передав руководство группе генерала фон Гальвица. Однако начавшееся 1 июля сражение на Сомме вынудило германское командование снять часть сил из-под Вердена, тем самым, ослабив 5-ю армию.
С августа инициатива перешла к союзникам.
2 сентября 1916 года приказом Гинденбурга Верденская операция прекращена, немцы перешли к обороне, а французы, сконцентрировав людей и ресурсы, наоборот, в наступление, которое оказалось успешным — уже 2 ноября года сданы были французам форты Дуомон и Во.

### Награды и назначения
- 30 июля 1916 года был назначен шефом 6-го егерского батальона, и 19-го гусарского полка, а 24 марта 1918 года — командиром 1-го гренадерского полка.
- 8 сентября 1916 года кронпринц Вильгельм получил дубовые ветви к ордену Pour le Merite, а 27 января 1917 года пожалован чином генерала пехоты.
- Орден Славы (Османская империя)

### Последний успех в обороне
Перед началом Апрельского наступления союзников в 1917 году группа армий кронпринца Вильгельма включала 7-ю, 1-ю и 3-ю армии и занимала фронт от Суассона до крепости Верден.
Главный удар англо-французские войска (59 пехотных и 7 кавалерийских дивизий, 5 тысяч орудий, 1000 самолётов, 200 танков) наносили на участке 7-й армии (27 дивизий, 2431 орудие, 640 самолётов).
16 апреля 1917 года союзники перешли в атаку, но, попав под заградительный огонь, были отброшены назад. Неудачное применение танков привело к потере более половины их числа. После получения сведений о потерях операция была приостановлена 20 апреля.

### Наступление 1918 года
К началу 1918 года группа армий кронпринца Вильгельма (18-я, 7-я, 1-я и 3-я армии) занимала фронт от Сен-Кантона до Аргонн.
18-я армия приняла участие (выполняя вспомогательную функцию) в наступлении в Пикардии (21 марта — 5 апреля 1918).
27 мая — 13 июня 1918 года группа армий силами 18-й, 7-й и 1-й армий провела наступление на Эне.
27 мая 1918 года силами 34 дивизий, 5263 орудий (в том числе 1631 тяжелых) и 1233 минометов нанесен был удар по позициям союзников.
29 мая германские войска нанесли удар под Суассоном и к 5 июня углубились во французские расположения на 60 км (до Парижа оставалось около 70 км). В этой операции германские потери составили 98 тысяч человек (союзников — 127 тысяч человек).
9-13 июня 18-я армия провела, в ходе операции, наступление на Компьен, но была остановлена, потеряв 25 тысяч человек (потери французской армии — 40 тысяч человек).
В июле 1918 года германское командование перед наступлением во Фландрии решило провести наступление в районе Реймса, выделив для этого 7-ю, 1-ю и 3-ю армии группы армий кронпринца Вильгельма.
7-я армия должна была форсировать Марну в районе Дорман и наступать на восток в направлении на Эперне. 1-я и 3-я армии получили задачу прорывать фронт восточнее Реймса, форсировать Ведь и наступать на Шалон. На участке Шато-Тьерри-Массаж (88 км) для проведения наступления сосредоточено 48 дивизий, 6353 орудия, 2200 минометов (противник — 4-я, 5-я и 6-я франц. армии — имели 36 дивизий и 3080 орудий).
Получив информацию о готовящемся наступлении французское командование в ночь на 15 июля провело мощную предупредительную артиллерийскую подготовку. В тот же день 7-я армия начала форсировать Марну, что удалось лишь с большими потерями. Одновременно 1-я и 3-я армии, не встречая серьёзного сопротивления, начали продвижение, но вскоре были остановлены, французской артиллерией. Попытки продолжить наступление 16 и 17 июля успеха не имели. 16 июля 1918 года остановлено наступление 1-й и 3-й армий, а 20 июля 7-я армия отведена на северный берег Марны.

## Изгнание, политическая карьера и кончина

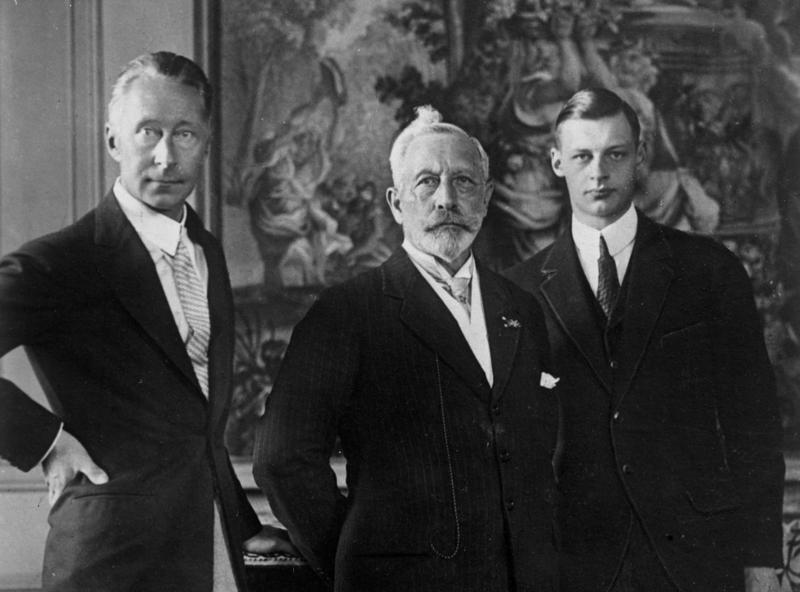
Кронпринц Вильгельм с отцом и сыном

После подписания перемирия 11 ноября 1918 года кронпринц Вильгельм вынужден был сложить с себя командование и поселиться в изгнании в г. Остерланде на острове Вириген в Нидерландах, где тогда же укрылся и последний император Германии Вильгельм II. 1 декабря 1918 года кронпринц Вильгельм окончательно отрёкся от своих прав на престол Германии. 9 ноября 1923 года кронпринц Вильгельм получил разрешение жить в Германии и поселился в своём имении близ Потсдама. Годом ранее он выпустил две книги мемуаров «Воспоминания о моей жизни» и «Мои воспоминания о германских военных действиях».
На президентских выборах 1932 года он поддержал кандидатуру Адольфа Гитлера. Посланный Гитлером в Нидерланды Геринг затронул в беседе с Вильгельмом и его супругой вопрос о возможности возвращения престола Гогенцоллернам. Гитлер, несомненно, был заинтересован в поддержании связей и с экс-кронпринцем, придававшим нацистской партии всё большее значение по мере роста её популярности среди избирателей. Потерпев неудачу с попыткой выдвижения собственной кандидатуры на выборах в рейхстаг 1932 г., экс-кронпринц призвал избирателей отдать голоса Гитлеру, неоднократно выступал в поддержку национал-социалистов и побуждал отца заявить о своих симпатиях к фюреру, однако кронпринц вскоре разочаровался в нём, так как Гитлер вовсе не собирался реставрировать монархию, хотя ещё в 1925 г. Гитлер убеждал Вильгельма, что усматривает «в восстановлении монархии венец своих стремлений». По одной из версий, после убийства своего друга Курта фон Шлейхера, состоявшегося в Ночь длинных ножей 30 июня 1934 года, кронпринц Вильгельм окончательно порвал с политической деятельностью.
Свеже произведённый генерал-фельдмаршал Э. фон Манштейн писал о событиях лета 1942 года: «Вскоре я получил небольшую посылочку. Отправителем был немецкий кронпринц. Посылка содержала тяжелый золотой портсигар. На крышке был искусно выгравирован план крепости Севастополь со всеми её оборонительными сооружениями. На внутренней стороне было начертано имя высокого жертвователя. Особенно же тронули меня слова сопроводительного письма. Кронпринц писал, что ему не было суждено овладеть в свое время Верденом. Тем более его радует, что мне удалось занять мощную крепость Севастополь. Это были слова любезного человека, настоящего товарища!»
После смерти своего отца в 1941 году Вильгельм стал главой дома Гогенцоллернов. Группа военных и дипломатов предлагала ему в своё время организовать переворот и свергнуть Гитлера, но Вильгельм отказался. После неудачной попытки покушения на Гитлера, состоявшейся 20 июля 1944 года, фюрер отправил Вильгельма под домашний арест, организовав наблюдение за Цецилиенхофом. В январе 1945 года Вильгельм покинул Потсдам и отправился на лечение в Оберстдорф: в феврале 1945 года за ним последовала и супруга Цецилия. Дворец вскоре был взят советскими войсками, а после окончания войны в нём прошла Потсдамская конференция.
В 1945 году кронпринц Вильгельм был интернирован французскими войсками, однако после окончания Второй мировой войны был отпущен на свободу. Последний кронпринц Германской империи скончался на 69-м году жизни 20 июля 1951 года от сердечного приступа в Хехингене в Баден-Вюртемберге.

## Семья и потомки

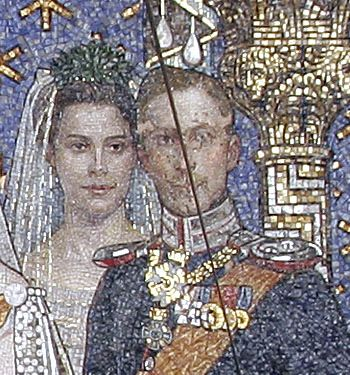
Кронпринцесса Цецилия и кронпринц Вильгельм. Деталь мозаики в берлинской Гедехтнискирхе

6 июня 1905 года 23-летний кронпринц Вильгельм вступил в брак с принцессой Цецилией Августой Марией Мекленбург-Шверинской (1886—1954). Супруги состояли в дальнем родстве и имели несколько общих предков. Они приходились друг другу дважды четвероюродными братом и сестрой через прусского короля Фридриха Вильгельма III и Луизу Мекленбург-Стрелицкую. Также Цецилия была четвероюродной тётей Вильгельма через российского императора Павла I и императрицу Марию Фёдоровну (урождённую принцессу Вюртембергскую).
От этого брака на свет появилось шестеро детей: четыре сына и две дочери.
- Вильгельм (1906—1940), отказавшийся от прав на престол Германии после вступления в морганатический брак в 1933 году. Погиб в Бельгии в начале Второй мировой войны.
- Луи Фердинанд (1907—1994), один из наиболее известных представителей Гогенцоллернов в послевоенное время.
- Губерт (1909—1950)
- Фридрих (1911—1966)
- Александрина (1915—1980), страдала синдромом Дауна[9].
- Цецилия (1917—1975)

Только второй сын кронпринца Вильгельма принц Луи Фердинанд создал династический брак, женившись 2 мая 1938 года на княжне Кире Кирилловне (1909—1967), второй дочери великого князя Кирилла Владимировича (1876—1938). Так императорские Дома Гогенцоллернов и Романовых вторично породнились династическими узами. От этого брака на свет появилось семеро детей — внуков и внучек кронпринца Вильгельма: четыре принца и три принцессы, из которых трое — принцессы Кира Мелита (р. 1930) и Мехтильда (р. 1936), а также принц Фридрих Вильгельм (р. 1938) здравствуют и поныне.